# Gustav Adolf Nosske
Gustav Adolf Nosske (ur. 29 grudnia 1902 w Halle, zm. 9 sierpnia 1986 w Düsseldorfie) – nazista, szef Gestapo we Frankfurckie nad Odrą oraz SS-Obersturmbannführer.
Studiował prawo m.in. na uniwersytecie w Halle. W 1933 wstąpił do NSDAP (numer członkowski 2.784.256) i SS (numer członkowski 290.213). W 1935 był zastępcą szefa Gestapo w Akwizgranie, a od września 1936 do czerwca 1941 szefem Gestapo we Frankfurcie nad Odrą. W czasie II wojny światowej był dowódcą Einsatzkommando 12 działającego w ramach Einsatzgruppe D, na czele którego stał SS-Gruppenführer Otto Ohlendorf. Od kwietnia do października 1942 był konsultantem ds. Terenów wschodnich w Głównym Urzędzie Bezpieczeństwa Rzeszy (RSHA), do początku 1943 był szefem wydziału IV D Gestapo. Przeniósł się do Ministerstwa Rzeszy ds. Okupowanych Terytoriów Wschodnich i był łącznikiem z RSHA. Od sierpnia 1943 do sierpnia 1944 był naczelnikiem Komendy Państwowej Policji w Düsseldorfie.
W 1948 roku stanął przed sądem. Był sądzony w procesie Einsatzgruppen. Został najpierw skazany na dożywotnie więzienie, lecz karę zamieniono mu na 10 lat pozbawienia wolności. Z więzienia w Landsbergu został zwolniony 15 grudnia 1951.